# 顧奎
顧奎（？—？），字文曜，直隸揚州府通州人，軍籍，明朝政治人物。

## 生平
嘉靖十六年（1537年）丁酉科應天府鄉試第九名舉人。嘉靖三十八年（1559年）中式己未科會試第一百三名，三甲第五十六名進士。

## 家族
曾祖顧綱，七品散官；祖父顧澂；父顧山，母孫氏。慈侍下。弟顧軫。